# Teodósio (filho de Maurício)
Teodósio (em grego: Θεοδόσιος; em latim: Theodosius; 4 de agosto de 583 ou 585 – após 27 de novembro de 602) foi o filho mais velho do imperador bizantino Maurício (r. 582–602) e foi coimperador de 590 até sua deposição e execução durante a revolta militar de novembro de 602. Junto com seu sogro, Germano, foi brevemente proposto como sucessor de Maurício por suas tropas, mas o exército acabou por  apoiar Focas.
Enviado numa missão fracassada para tentar obter ajuda do Império Sassânida para seu pai, Teodósio foi capturado e executado pelos aliados de Focas poucos dias após Maurício. No entanto, surgiram rumores de que havia sobrevivido à execução se popularizaram quando um homem que fingia ser Teodósio foi acolhido pelos persas como pretexto para lançar uma guerra contra o Império Bizantino.

## Biografia

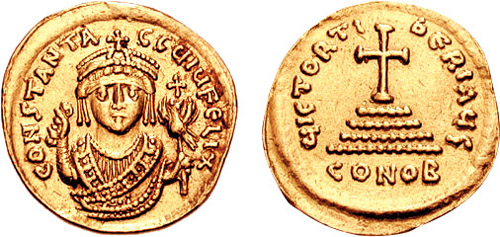
Soldo de r.

Santa Sofia

Teodósio foi o primeiro filho de Maurício e sua esposa, a augusta Constantina. Nasceu em 4 de agosto de 583 (de acordo com o contemporâneo João do Éfeso e outros cronistas) ou 585 (de acordo com as histórias póstumas de Teófanes, o Confessor, e Jorge Cedreno). Foi o primeiro filho a nascer dum imperador reinante desde Teodósio II em 401, e foi, portanto, batizado com o nome do governante anterior. O enviado papal - o apocrisiário - para Constantinopla, o futuro Gregório, o Grande, foi seu padrinho. O estudioso Evágrio Escolástico compôs um trabalho celebrando o nascimento de Teodósio, pelo qual foi recompensado por Maurício com o posto de cônsul.
Poucos anos após seu nascimento, provavelmente em 587, Teodósio foi elevado ao posto de césar e, assim, tornou-se o herdeiro aparente de seu pai, enquanto que, em 26 de março de 590, foi publicamente proclamado como coimperador. Teodósio não aparece na maior parte da cunhagem regular do reinado de Maurício, com duas exceções: os numos de cobre duma casa da moeda do Quersoneso, e uma edição especial do síliqua de prata (aparentemente cunhada em 591/2 para celebrar sua aclamação como coimperador) na casa da moeda de Cartago.
Em novembro de 601 ou começo de fevereiro de 602, Maurício casou Teodósio com a filha do patrício Germano, um dos principais membros do Senado bizantino. O historiador Teofilato Simocata, o principal cronista do reinado de Maurício, também registra que, em 2 de fevereiro de 602, Germano salvou Teodósio em Constantinopla durante os distúrbios decorrentes da falta de alimentos.  Mais tarde, no mesmo ano, durante a revolta dos exércitos danubianos no outono, Teodósio e seu sogro estavam caçando nos arredores de Constantinopla e lá receberam carta das tropas amotinadas exigindo a renúncia de Maurício, a reparação de seus agravos e oferecendo a coroa para qualquer um dos dois.
Maurício rejeitou as exigências do exército, mas suspeitava que Germano estaria desempenhando um papel na revolta. Teodósio prontamente informou seu sogro e aconselhou-o a se esconder e, em 21 de novembro, Germano fugiu, primeiro a uma igreja local e depois para Santa Sofia, procurando santuário contra os emissários do imperador bizantino. No dia seguinte, Maurício, sua família e associados mais próximos fugiram da capital diante do avanço do exército rebelde comandado por Focas, e cruzaram o estreito do Bósforo para Calcedônia. De lá, Teodósio foi enviado, juntamente com o prefeito pretoriano Constantino Lárdis, para procurar auxílio do xá sassânida Cosroes II (r. 590–628). Todavia, Maurício logo chamou-o de volta e, em seu retorno, Teodósio caiu nas mãos de Focas e foi executado na Calcedônia. Seu pai e seus irmãos tinham sido executados poucos dias antes, em 27 de novembro.

### Rumores de sobrevivência e pseudo-Teodósio

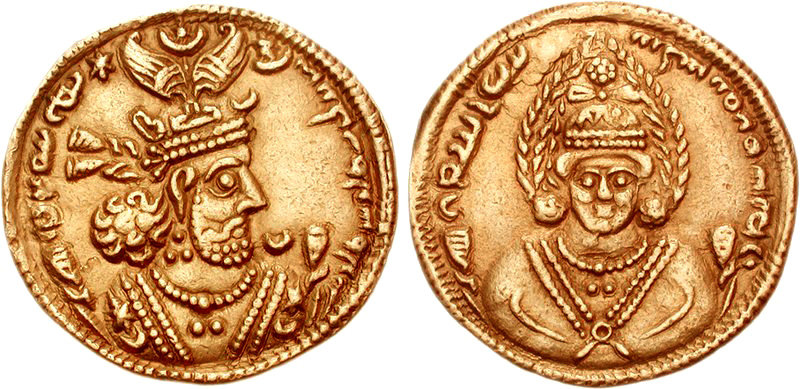
Dinar de ouro de r.

Subsequentemente, rumores da sobrevivência de Teodósio espalharam-se por toda a parte. Alegava-se que seu sogro Germano teria subornado seu carrasco, um grande aliado de Focas chamado Alexandre, para poupar sua vida. Segundo esta história, Teodósio teria então fugido, eventualmente atingindo Lázica, onde morreu. Teofilato Simocata registra ter investigado cuidadosamente estes rumores e achou-os falsos. Contudo, o general Narses, que levantou-se contra Focas na Mesopotâmia, explorou-os: apresentou um falso Teodósio e alegou lutar em seu nome. O impostor foi então apresentado a Cosroes II por Narses. O governante persa, em resposta, usou-o como um pretexto para sua própria invasão do Império Bizantino, alegando vingança contra o assassinato de Maurício e sua família e objetivando colocar Teodósio no trono como "legítimo" herdeiro.